# Xavi Puig
Xavier Puig Ripoll, más conocido como Xavi Puig (Barcelona, 1980), es un humorista, guionista, novelista, satirista y pensador español. Es cofundador del diario satírico El Mundo Today. Su primera novela es La mejor persona.

## Biografía
Xavi nació en Barcelona en 1980. Estudió Filosofía en la Universidad de Barcelona y conoció a su futuro compañero, Kike García, y Comunicación Audiovisual en la Universidad Ramon Llull.Actualmente, vive con su pareja Nikki García en Madrid.

## Trayectoria

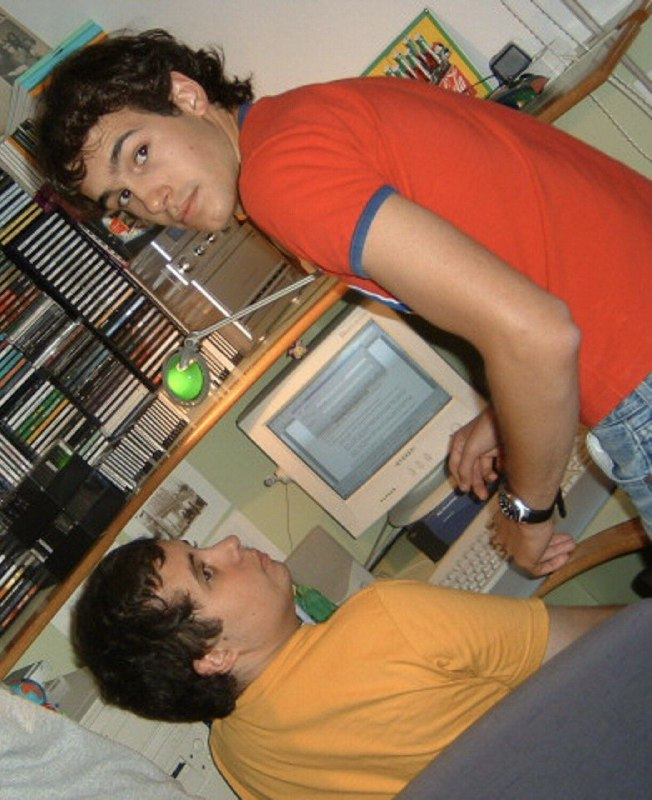
Kike García y Xavi Puig editando esponjiforme.com en 2002

En 2002, empezó una revista de filosofía llamada Esponjiforme.com junto con Kike García. Después, siguieron con el periódico satírico ⁣⁣El Mundo Today⁣⁣ en febrero de 2009. Actualmente, es la web humorística de referencia en España. Han producido vídeos con El Terrat, un programa propio en la Cadena SER y secciones en Hoy por Hoy y en Morning 80, de M80 Radio. Ha copresentado durante 2021 y 2022 un pódcast sobre noticias de actualidad en la plataforma audible.
Durante el 2014, trabajó como guionista para ⁣⁣José Mota⁣⁣ y antes en otros programas de ⁣⁣TVE⁣⁣. También ha trabajado para ⁣⁣Canal+ y ⁣⁣El Terrat⁣⁣.
En 2023 publica su primera novela, La mejor persona.

## Libros

### El Mundo Today
- El coño de la Bernarda es declarado patrimonio de la humanidad: y otras noticias de El Mundo Today (La Esfera de los Libros, 2012) coescrito junto a Kike García.[10]
- Historia, el libro (2017) coescrito junto a Kike García.[11]
- Constitución española: edición ampliada y corregida por El Mundo Today (2019), coescrito junto a Kike García y Javier Ramos, e ilustrado por María Ley.[12]
- El Horóscopo de El Mundo Today. Tu futuro de ayer, hoy y mañana (2022) coescrito junto a Kike García y Javier Ramos.[13]

### Novela
- La mejor persona (Temas de Hoy, 2023).[14]